# Jones Lang LaSalle
Jones Lang LaSalle Incorporated (JLL) (NYSE: JLL) er en amerikansk global ejendomsservicekoncern med tilstedeværelse i 80 lande. Selskabet er ejet af investeringsselskabet LaSalle Investment Management. De har 103.000 ansatte.
Virksomheden blev etableret i 1999 ved en fusion mellem LaSalle Partners og Jones Lang Wootton og blev til Jones Lang LaSalle (JLL).